# Stupid Girls
Stupid Girls è il primo singolo musicale estratto dal quarto album di Pink I'm Not Dead.
La canzone ha debuttato nella classifica Billboard Hot 100 il 25 febbraio 2006 nella posizione No.24. È stato l'Hot Shot Debut della settimana (ovvero il migliore posizionamento di un singolo in debutto) e una delle canzoni meglio inseritesi nella classifica al loro debutto del 2006. Il 4 marzo, il singolo è salito di 11 posizioni classificandosi al No.13, quindi entrando nella Top 20 dei singoli nella classifica americana. Nella classifica australiana ARIA Singles Chart e in quella inglese UK Charts è invece entrata alla No.4.

## Descrizione
Pink ha spiegato che ha notato che molte ragazze che vivono vicino alla sua casa di Los Angeles aspirano a diventare come le personalità icona del mondo pop, più interessate all'apparire e all'aspetto piuttosto che alla carriera e al talento. L'inortodossa pop star si è ispirata in una parodia ad alcune colleghe per il video di Stupid Girls, nel quale mostra come queste personalità non siano un buon esempio per le ragazze e le invita a coltivare l'indipendenza.

## Video musicale
Diretto da Dave Mayers e premiato su MTV il 30 gennaio 2006, il video musicale per Stupid Girls mostra Pink nelle due opposte personalità Angelo e Demone cercare di influenzare la scelta sul destino di una bambina a scegliere tra l'Apparire delle pop star di oggi o l'Essere. L'Angelo le mostra una serie di immagini che dimostrano la stupidità delle mode correnti nelle celebrità femminili, tutte imitate da Pink nei vari ruoli.
Il video termina con la decisione della bambina se scegliere di giocare con le bambole e tutto il mondo vanesio del Diavolo o giocare con un pallone da football e giocattoli educativi. Dopo un momento di indecisione la bimba sceglie il pallone da football: il Diavolo e le vanità sono stati sconfitti.
Del video c'è una versione alternativa che censura i seni di Pink nella scena della chirurgia plastica e la scena di vomito nel bagno.

### Personaggi interpretati da Pink
- Il diavolo
- L'angelo
- La presidentessa
- L'insegnante di buone maniere a scuola
- Una "ragazza stupida" che balla nei video vicino a 50 Cent (parodia di Fergie)
- Ragazza in palestra
- Ragazza che gioca a football
- "Ragazza stupida" che guida investendo molte persone (parodia di Lindsay Lohan)
- Ragazza che gira un video porno (parodia di Paris Hilton)
- Ragazza sulla pista da bowling con dispositivo di emergenza ad aria per gonfiare il seno
- Ragazza che lava una macchina (parodia di Jessica Simpson)
- Ragazza con abbronzatura finta
- Ragazza affetta da bulimia (parodia di Nicole Richie e Hilary Duff)
- Ragazza vestita in modo sciatto (parodia di Mary-Kate e Ashley Olsen)
- Anziana signora in tuta rosa (parodia di Victoria Gotti, Donatella Versace e Nicollette Sheridan)
- Paziente per un'operazione di chirurgia plastica

## Tracce
CD single
1. Stupid Girls
2. Heartbreaker (Kara DioGuardi, Greg Wells, Pink)

Maxi CD single
1. Stupid Girls (main version)
2. Stupid Girls (D Bop Dance remix)
3. Stupid Girls (Junior Vasquez & Dynamix remix - club mix)
4. Stupid Girls (Noize Trip remix)
5. Stupid Girls (CD-ROM video)

## Classifiche
| Classifica (2006)      | Posizione massima |
| ---------------------- | ----------------- |
| Australia              | 4                 |
| Austria                | 3                 |
| Belgio (Fiandre)       | 16                |
| Belgio (Vallonia)      | 14                |
| Canada                 | 2                 |
| Danimarca              | 6                 |
| Finlandia              | 1                 |
| Francia                | 13                |
| Germania               | 5                 |
| Irlanda                | 5                 |
| Italia                 | 8                 |
| Norvegia               | 2                 |
| Nuova Zelanda          | 7                 |
| Paesi Bassi            | 9                 |
| Regno Unito            | 4                 |
| Spagna                 | 9                 |
| Svezia                 | 16                |
| U.S. Billboard Hot 100 | 9                 |
| U.S. Billboard Pop 100 | 4                 |
| Ungheria               | 1                 |